# Валдемар Поулсен
Валдемар Поулсен (дан. Valdemar Poulsen, 23. новембар 1869 – 23. јул 1942) био је дански инжењер који је значајно допринео раном развоју радио технологије. Развио је телеграфон 1898. године и први радио предајник са континуираним таласом, Поулсенов предајник, 1903. године, који је коришћен у неким од првих радио емисија до раних двадесетих година 20. века.
Данска академија техничких наука је од 1939. до 1993. године додељивала Златну медаљу Валдемар Поулсен за изузетан допринос на пољу радио технике и сродним областима. Инаугуралну награду је добио Поулсен 1939. године а додељивана је на његов рођендан 23. новембар.